# کاسانو ایرپینو
کاسانو ایرپینو (به ایتالیایی: Cassano Irpino) یک کومونه در ایتالیا است که در استان آولینو واقع شده‌است.

## خصوصیات
کاسانو ایرپینو ۱۲٫۳۳ کیلومترمربع مساحت و ۱٬۰۱۴ نفر جمعیت دارد و ۵۱۰ متر بالاتر از سطح دریا واقع شده‌است.